# Eneida Martins
Eneida Martins de Miskalo (1968) es una botánica, curadora y profesora brasileña.
En 1989, obtuvo una licenciatura en Historia natural, por la Universidad Estatal de Campinas; para obtener la maestría en Biología Vegetal, defendió la tesis La tribu Microlicieae (Melastomataceae) en el Estado de São Paulo, en 1992; y, el doctorado por la misma casa de altos estudios, con la defensa de la tesis: Revisión taxonómica de Trembleya DC. (Melastomataceae), en 1995.
En la actualidad es profesora adjunta de la Universidad Estadual del Centro Oeste, en el Departamento de Silvicultura. Y coordina el Herbario HUCO. Tiene experiencia en taxonomía de fanerógamas, actuando sobre los siguientes temas: taxonomía, Bosque Nacional de Irati, Melastomataceae y en el género Trembleya.

## Algunas publicaciones
- a.b. Martins, r. Goldenberg, j. Semir, eneida Martins. 1996. O gênero Miconia Ruiz & Pav. (Melastomataceae) no estado de São Paulo. Acta Botanica Brasilica 10 (2)
- eneida Martins. 1995. Nova espécie do gênero Trembleya DC. (Microlicieae- Melastomataceae). Boletim de Botânica da Univ. de São Paulo 14: 39-42

### Capítulos de libros
- a.b. Martins, c. Koschnitzke, c.m.s. Oliveira, eneida Martins, j.f.a. Baumgratz, k. Matsumoto, et al. 2009. Melastomataceae. En: M.G.L. Wanderley, G.J. Shepherd, T.S. Melhem, A.M. Giulietti, S.E. Martins (orgs.) Flora Fanerogâmica do Estado de São Paulo. São Paulo: Imprensa Oficial, vol. 6, pp. 1-167

## Membresías
- de la Sociedad Botánica del Brasil[5]
- Plantas do Nordeste[6]